# Oie du Danube
L'oie du Danube, parfois appelée oie de Sébastopol, ou oie d'Astrakhan, est une race d'oie domestique d'Europe de l'Est, descendant de l'oie cendrée. Elle a été exposée en Angleterre en 1860 sous le nom d'« oie de Sébastopol », car c'est par ce port de la mer Noire que les soldats de la guerre de Crimée l'expédièrent en Europe de l'Ouest. Ensuite, à partir de son exposition en Irlande en 1863, c'est le nom d'« oie du Danube » qui a prévalu, car elle était en fait originaire d'Autriche-Hongrie,. Aujourd'hui, elle est élevée pour ses qualités ornementales.

## Description
L'oie du Danube est généralement blanche de moyenne taille, reconnaissable par ses longues plumes frisées. Celles du cou sont douces et parfois grisâtres. Il existe des variétés plus récentes entièrement grises, ou fauve, ou à selle brune,. Les plumes de la poitrine sont bouclées ou douces.  Le jars pèse 6 à 7 kg, alors que l'oie pèse 5 à 6 kg. Les palmes et le bec sont orange, et les yeux, bleus. En moyenne, les femelles pondent de 25 à 35 œufs par an.
L'oie du Danube décolle difficilement et ne vole pas bien, handicapée par le caractère frisé de ses plumes,. Il lui faut beaucoup d'eau pour se tenir propre, et surtout pour nettoyer ses sinus (comme tous les oiseaux aquatiques).
En allemand, on les nomme « Lockengans », ce qui signifie « oie bouclée ».

## Histoire
Initialement élevée pour sa chair et son duvet, cette race a été développée tout au long du Danube en Europe centrale, jusqu'à la Mer Noire,. C'est dans le port de Sébastopol en Crimée que ces oiseaux ont été observés par les Anglais la première fois, et envoyés pour exposition en Angleterre. Au XIXe siècle, on les rencontrait tout autour de la Mer Noire et le long du Danube. Elles étaient élevées essentiellement pour leur duvet dont on se servait pour la literie, et aussi pour leur chair.

## Élevage
L'élevage au XXe siècle a eu tendance à augmenter la masse de cette race de 30%, spécialement aux États-Unis où elle a été croisée avec l'oie d'Emden à la fin du XIXe siècle.

## Illustrations

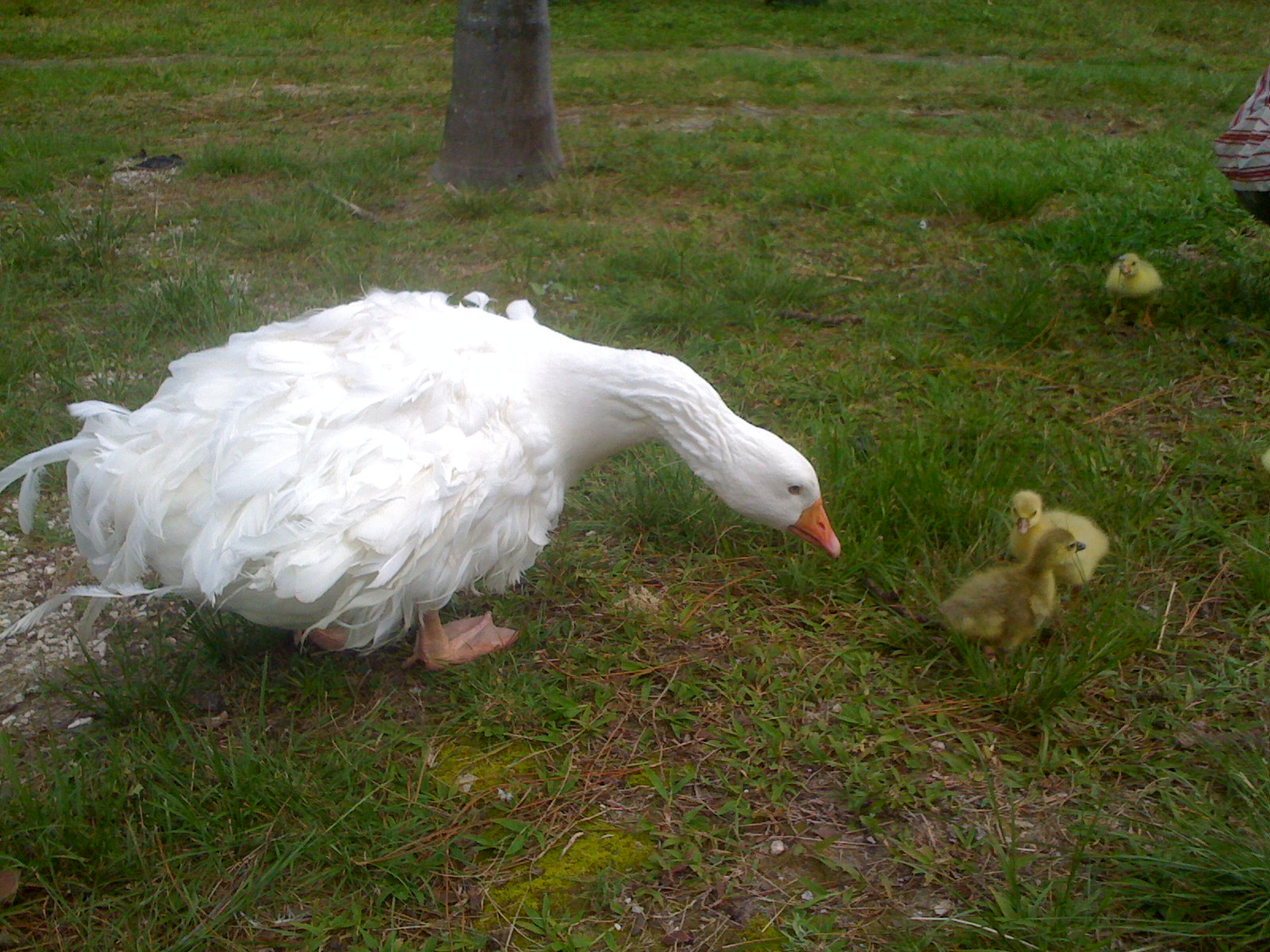
Oie du Danube avec ses oisons
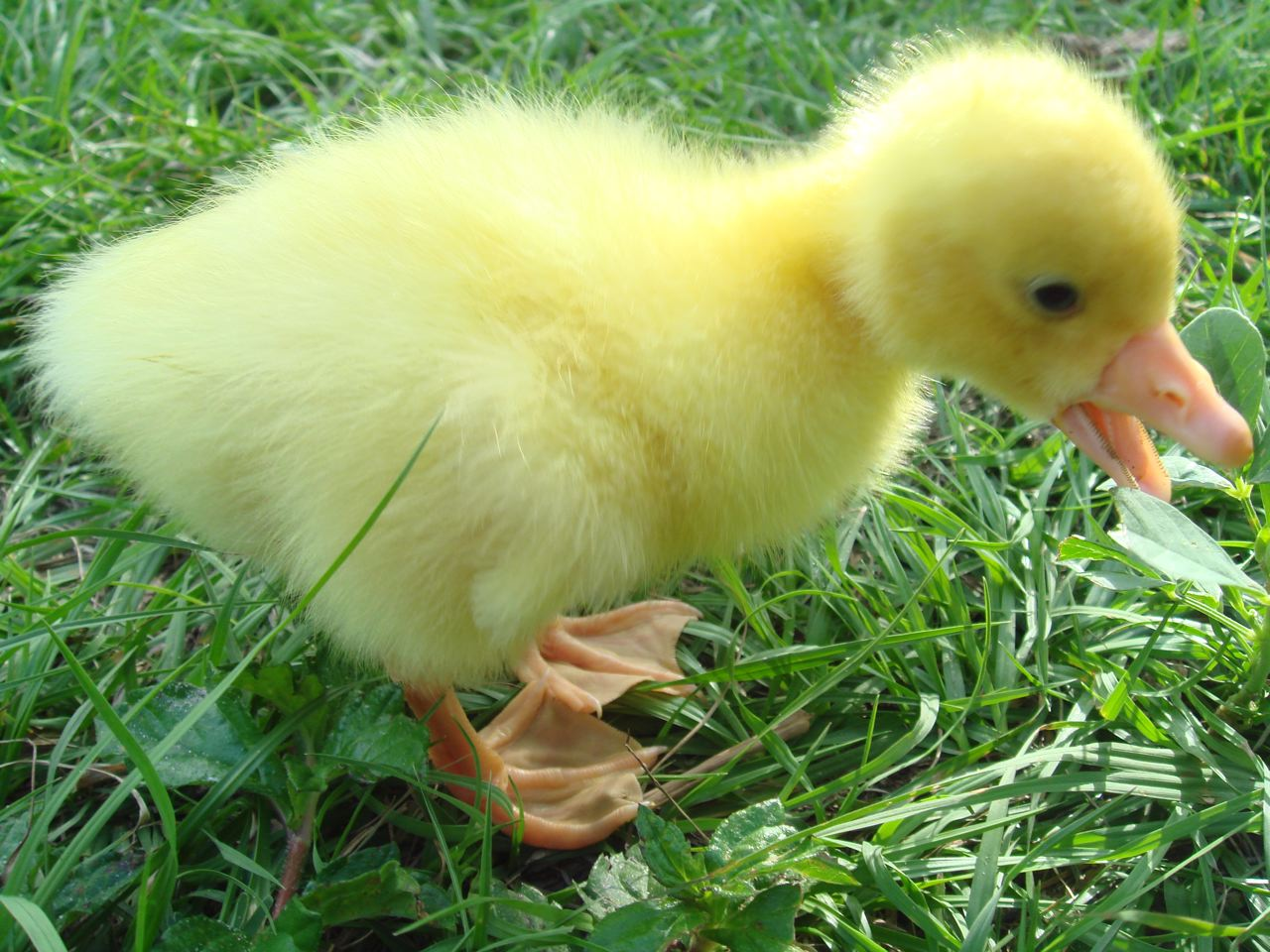
Caneton blanc
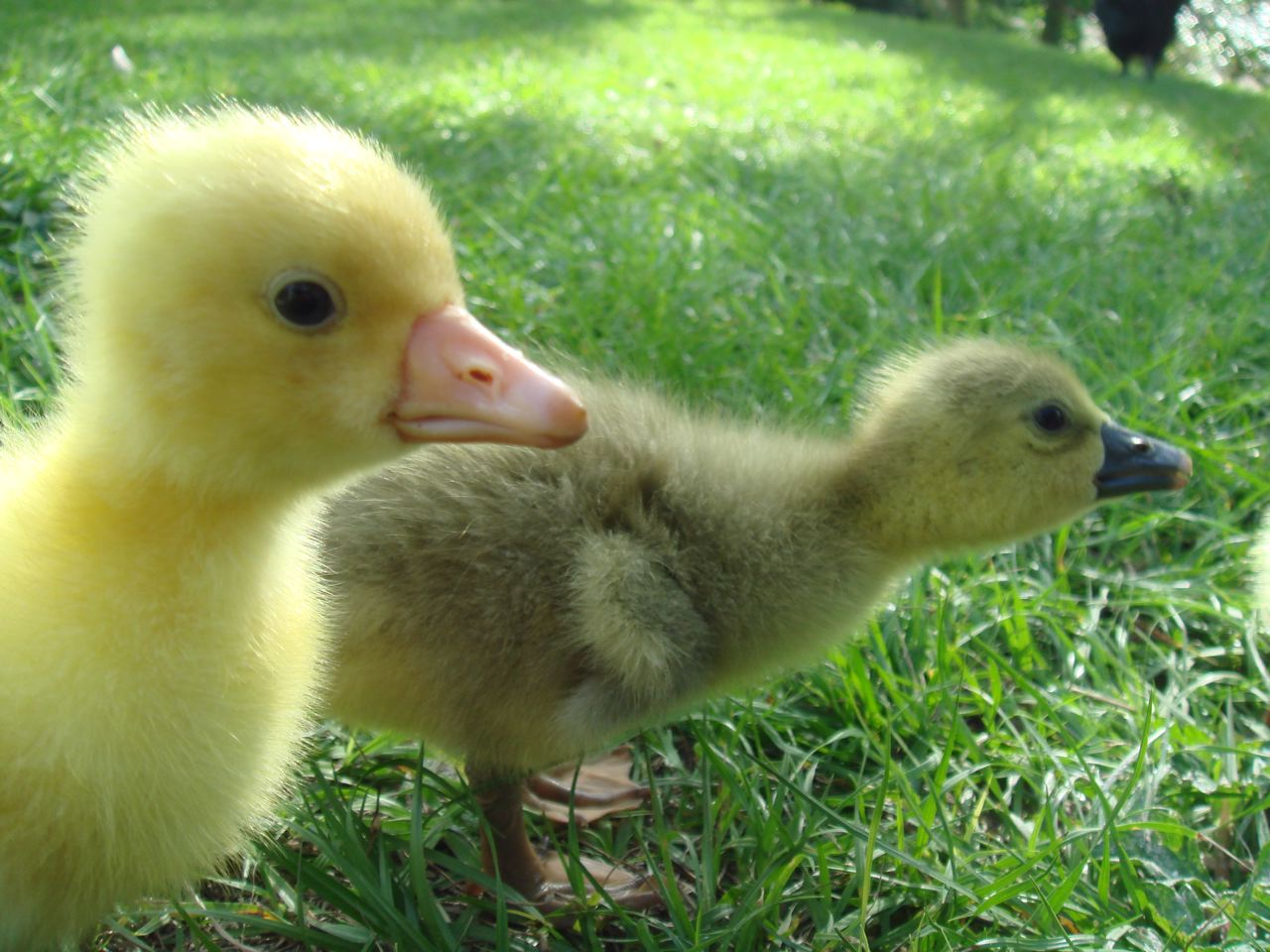
Caneton blanc et caneton bleu
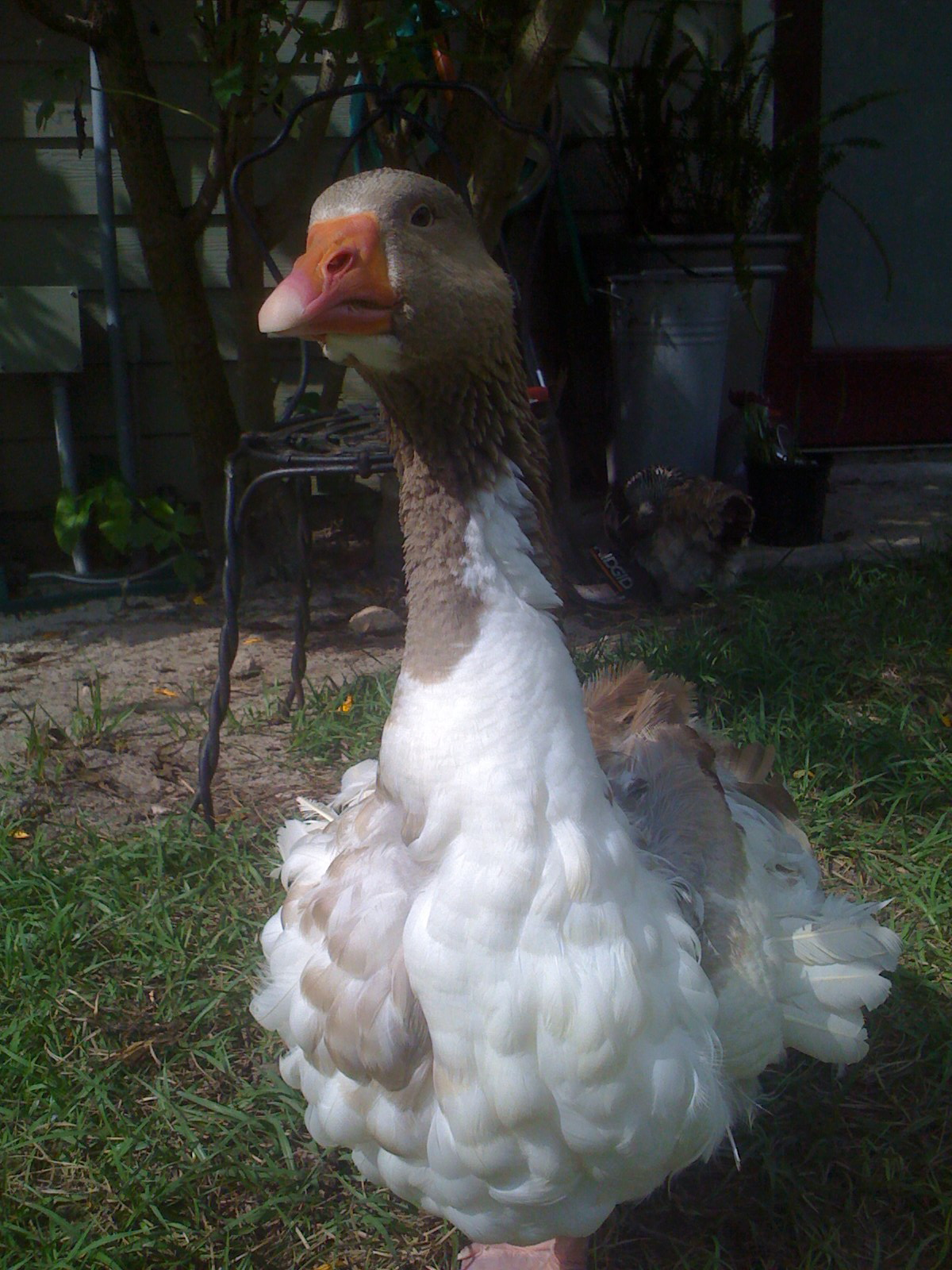
Rare variété d'oie à selle brune
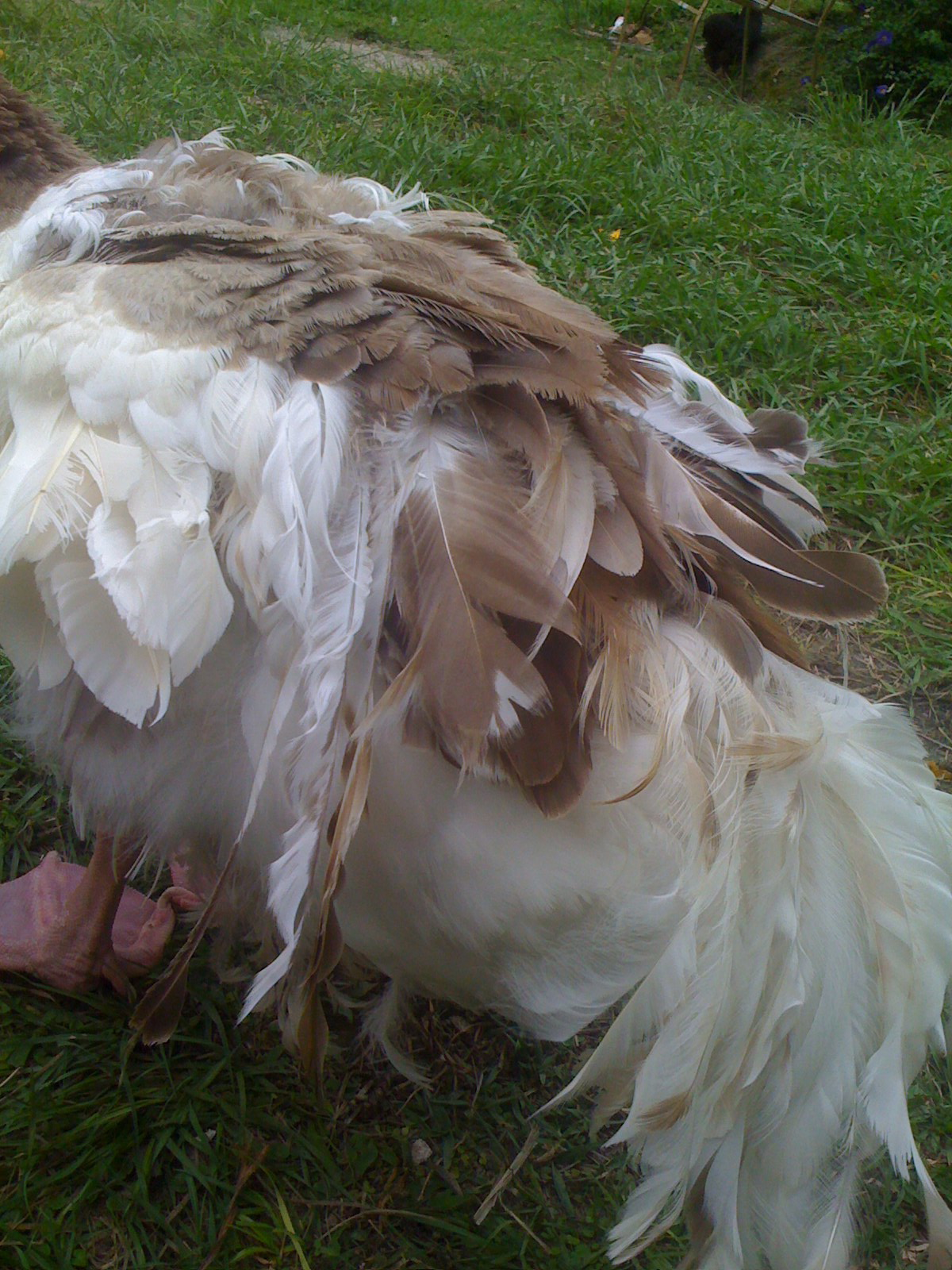
Détail de l'oie à selle brune
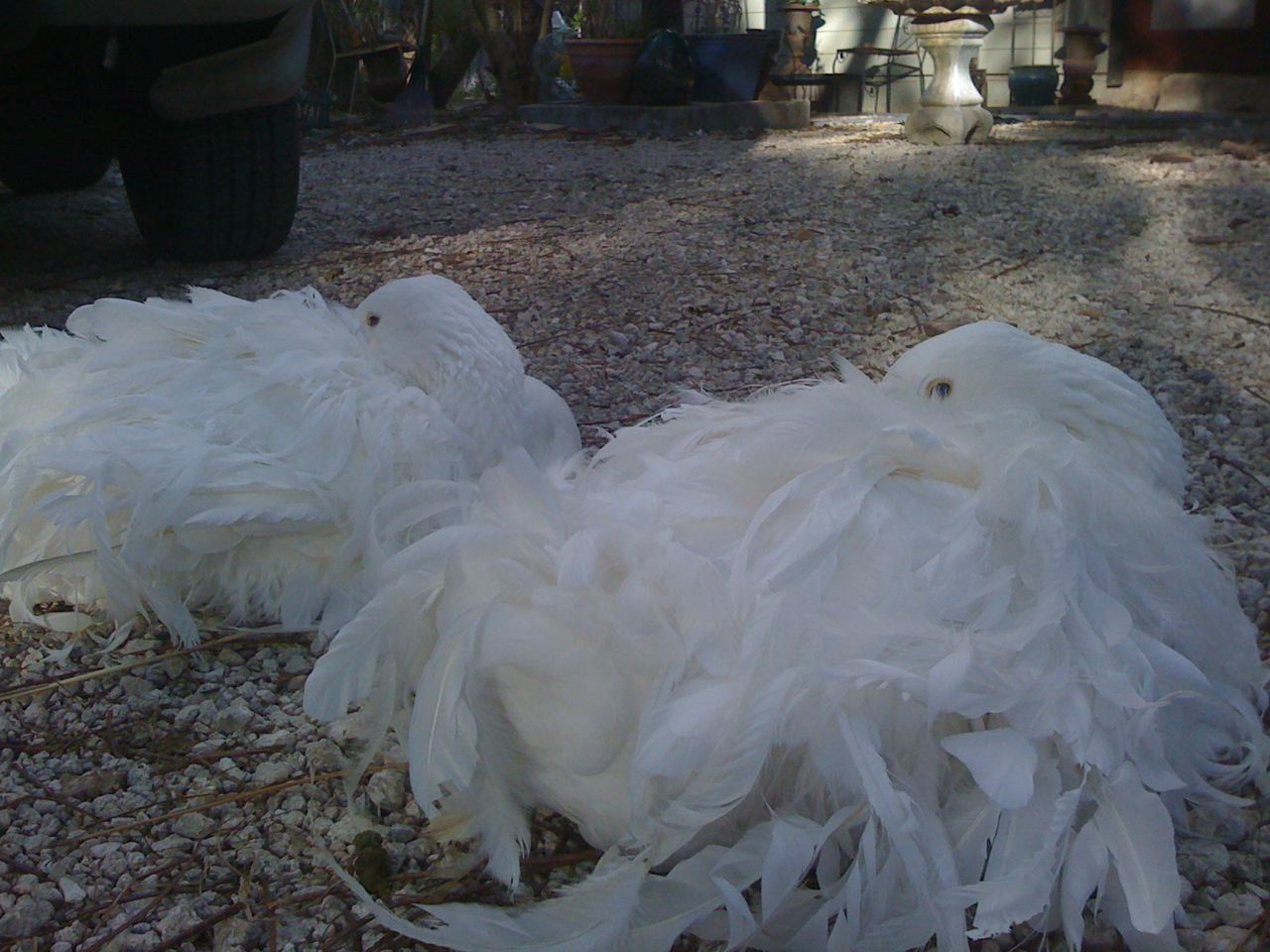
Deux oies du Danube blanches

## Source de la traduction
- (en) Cet article est partiellement ou en totalité issu de l’article de Wikipédia en anglais intitulé « Sebastopol goose » (voir la liste des auteurs).